# Pabellón de Egipto en la Bienal de Venecia
El Pabellón de Egipto en la Bienal de Venecia es un espacio artístico ubicado en la ciudad de Venecia con motivo de la Bienal de Venecia. El espacio museístico alberga la representación oficial de Egipto durante la Bienal. El edificio es parte de un complejo que el arquitecto Brenno Del Giudice diseñó en 1932 para albergar artes decorativas venecianas en la isla de Santa Elena, una expansión de la Bienal de su principal área Il Giardini. El mismo pabellón fue el espacio expositivo de Suiza hasta 1952, que fue el país egipcio quien heredó el pabellón. El Pabellón de Venecia y el Pabellón de Serbia flanquean al Pabellón de Egipto en la Bienal de Venecia.  El Pabellón y Egipto ganaron el León de Oro en 1995 a mejor Pabellón Nacional. 

## Edificio
En 1932, el arquitecto italiano Brenno Del Giudice diseñó una serie de edificios en la isla de Santa Elena dentro de la Venice Biennale. La isla de Santa Elena está unida a Il Giardini por un puente canal. El complejo original estuvo diseñado como una única unidad para exhibir artes decorativas venecianas. Su fachada repite un patrón, incluyendo arcos múltiples en los recesos y las aperturas de su fachada. El complejo se dividió en dos pabellones nacionales más adelante. Un pabellón veneciano central del cual Suiza recibió el pabellón nacional de la parte izquierda.Cuándo Suiza se mudó a un pabellón nuevo en 1952,[4] Egipto se mudó definitivamente al edificio completo, donde expone desde el 2013. El espacio consta de una sala rectangular con dos salas contiguas más pequeñas. La entrada del edificio se extiende a lo largo de su fachada, al estilo visual de los pabellones venecianos. Las letras "RAE" pueden leerse en la fachada como "Repubblica Araba d'Egitto". Del Giudice reformó y expandió el complejo en 1938 para añadir espacios expositivos a cada lado de la estructura principal.

## Exposiciones
Egipto y la República Árabe Unida participan en la Bienal de Venecia desde 1938.

### Bienal de Venecia de 1995
La representación egipcia en la Bienal de 1995 con artistas como Akram El-Magdoub, Hamdi Attia, Medhat Shafik, y Khaled Shokry recibió León de Oro de la Bienal al mejor pabellón nacional.

### Bienal de Venecia de 2011
El Pabellón del año 2011 de Egipto en la Bienal tenía claras connotaciones políticas. La base de la video instalación eran las protestas en El Cairo a raíz del trabajo digital del artista Ahmed Basiony, asesinado en las revueltas de la 2011 revolución egipcia. Su compañero y amigo, el artista Shady El Noshokaty, nominó a Basiony para representar a Egipto en el año 2011 en la 54.ª Bienal de Venecia. Justamente meses después de la muerte, el proyecto fue seleccionado. El comisario Aida Eltorie, con la colaboración de El Noshokaty, mostró los últimos trabajos de Basiony.

### Bienal de Venecia de 2015
En 2015, los tres artistas que formaron parte de la exposición en el Pabellón de Egipto en la Bienal de Venecia fueron elegidos mediante un concurso del Ministerio de Cultura Egipcio para representar a Egipto en Venecia. En el proyecto expositivo llamado "Lo que podrás ver", el visitante encontraba diferentes instalaciones a lo largo del pabellón. El comité de selección del Ministerio de Cultura del país egipcio estuvo dirigido por el decano de la Facultad de Bellas Artes Universitarias El-Sayed Qandil. Otros miembros del comité provinieron de la comunidad del mundo del arte de Eipto y artistas, escritores de artes, y académicos. El Consejo Supremo de Artes Plásticas votó para el ganador de los tres finalistas. Los tres artistas y comisarios forman parte del equipo de la Facultad de Bellas Artes de la Universidad de Helwan.

### Bienal de Venecia de 2017
El artista egipcio Moataz Nasr representó a Egipto en la 57.ª Bienal de Venecia. Su multi-instalación de videoarte "La Montaña", mostró el día a día de un pueblo egipcio. Los habitantes del pueblo y protagonistas de la pieza desconocen formar parte de la obra. La instalación de vídeo estaba reforzada al ser mostrada en un entorno construido con suciedad y ladrillos traídos de Egipto.. En la selección de comisariado, fuera del pabellón nacional. El artista egipcio Hassan Khan ganó el León de Plata de la Bienal de Venecia para el artista joven más prometedor por una instalación sonora compuesta por textos y música diseñada para un parque público.